# The Beatles at the Hollywood Bowl
The Beatles at the Hollywood Bowl (Wiederveröffentlichung: Live at the Hollywood Bowl) ist ein Livealbum der britischen Band The Beatles. Die Aufnahmen entstanden bei zwei Konzerten, die die Band im US-amerikanischen Amphitheater Hollywood Bowl in Los Angeles am 23. August 1964 und 30. August 1965 gab. Veröffentlicht wurden die Aufnahmen jedoch erst am 6. Mai 1977 in Großbritannien, am 4. Mai 1977 in den USA und am 20. April 1977 in Deutschland.
The Beatles at the Hollywood Bowl ist das erste Album der Beatles, das nach deren Trennung bis dahin unveröffentlichtes Aufnahmematerial enthält.

## Entstehung

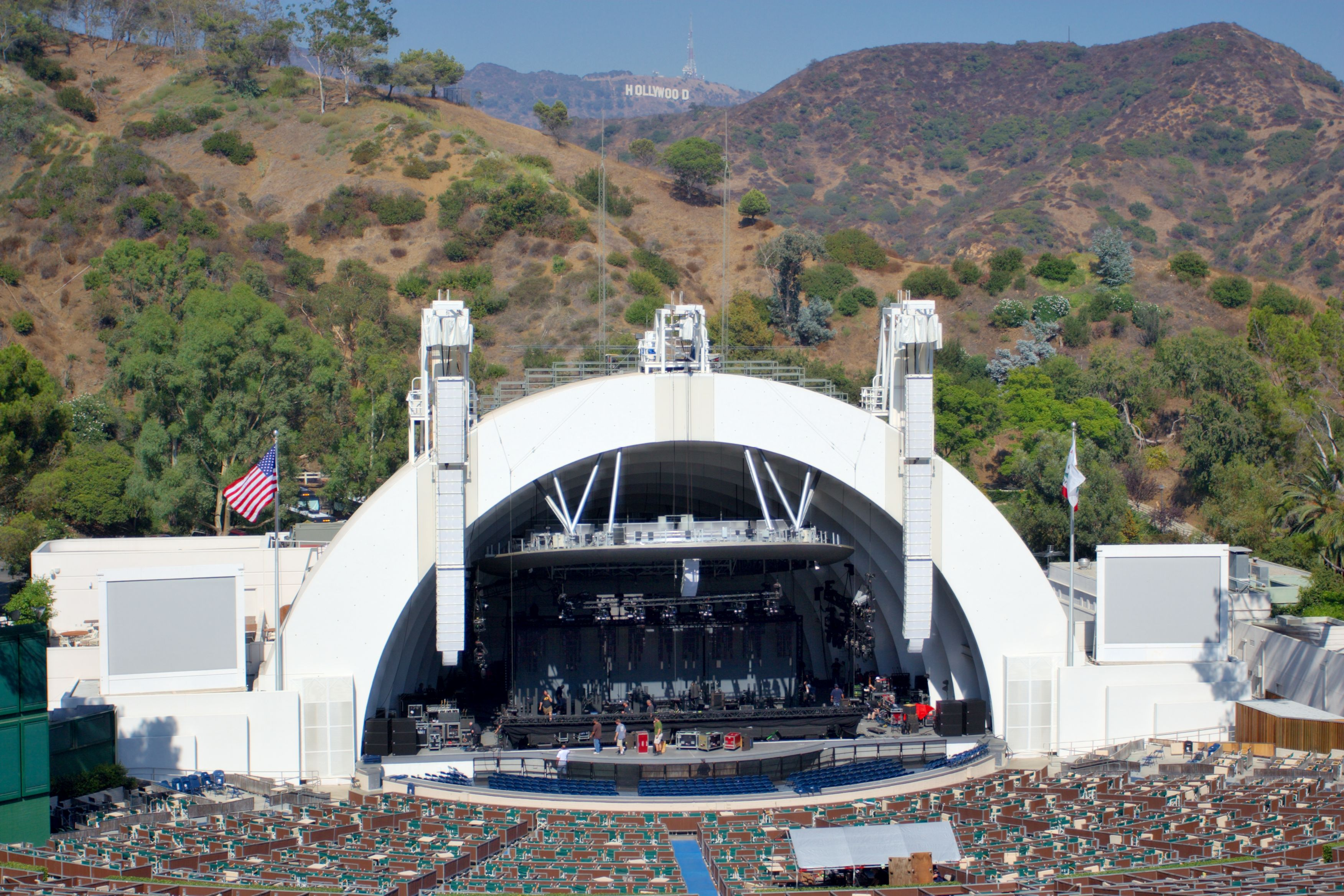
Hollywood Bowl, 2005

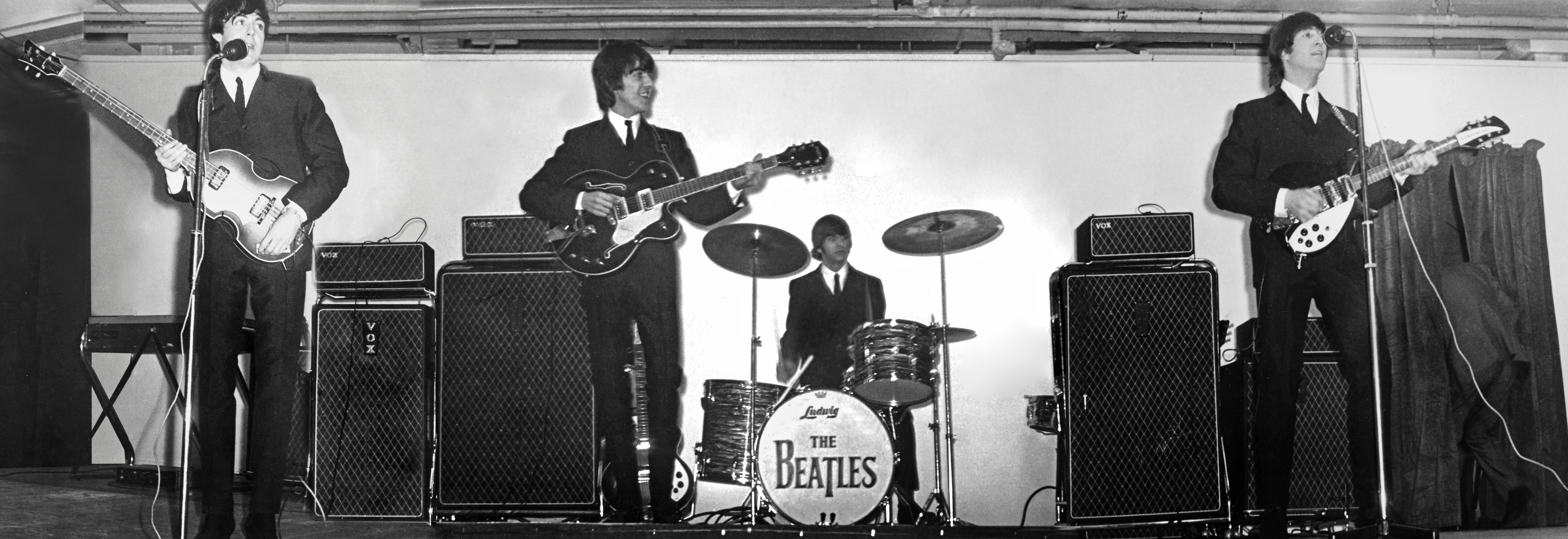
King’s Hall, Belfast 1964

Beatles-USA-Tourroute, 1964

Beatles-USA-Tourroute, 1965

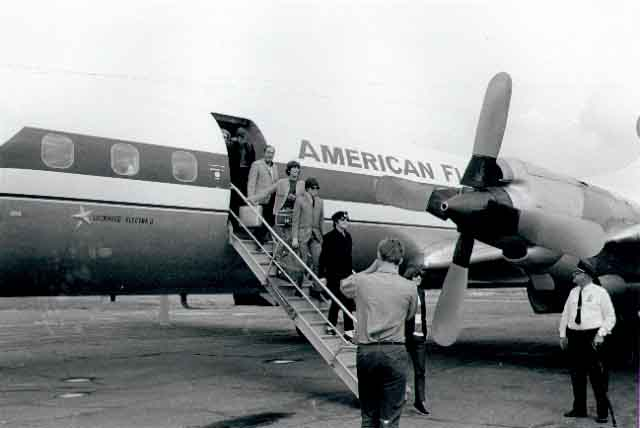
Beatles, August 1965

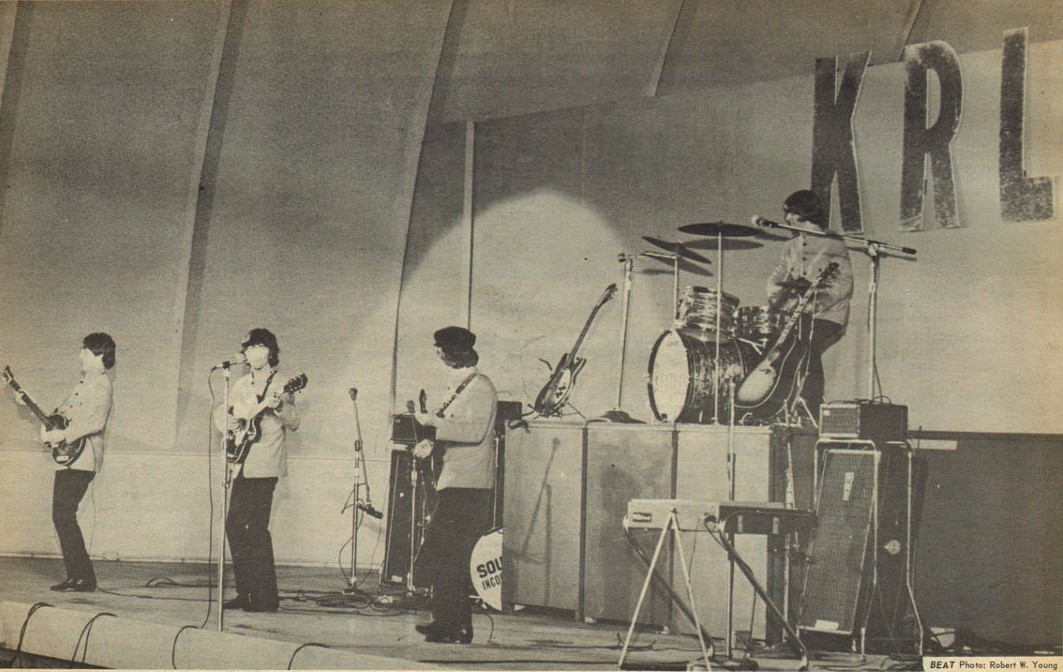
The Beatles live at the Hollywood Bowl, August 1965

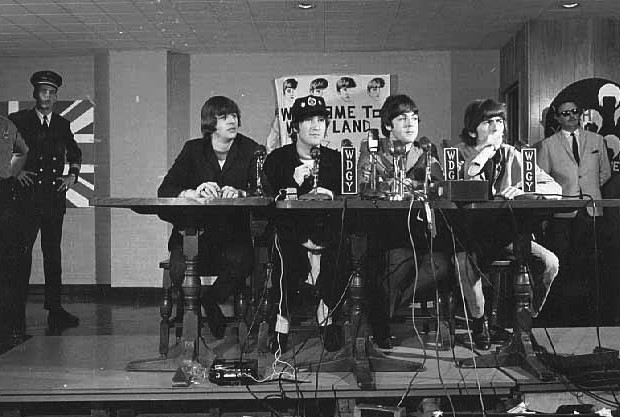
Beatles-Pressekonferenz, 1965

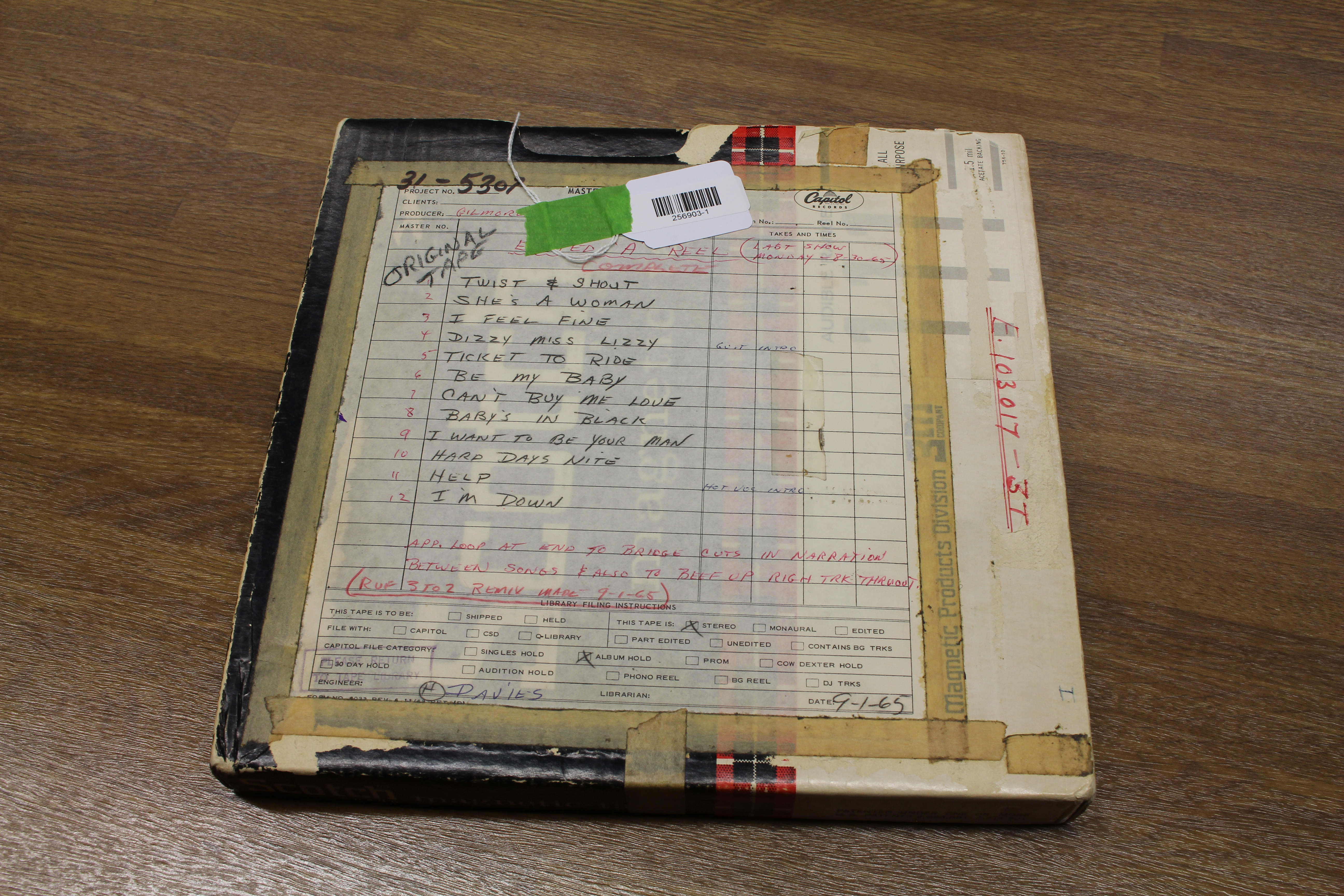
Verpackung des Originalbandes vom Konzertmitschnitt am 30. August 1965

Die Schallplattenfirma Capitol Records, bei der die US-amerikanischen Fassungen der Beatles-Tonträger erschienen, beabsichtigte bereits, ein im Februar 1964 stattfindendes Konzert der Beatles in der Carnegie Hall in New York für eine Veröffentlichung mitzuschneiden. In dieses Vorhaben hatte die US-amerikanische Musikergewerkschaft American Federation of Musicians jedoch nicht eingewilligt. Stattdessen wurde ein Konzert am 23. August 1964 in der Hollywood Bowl in Los Angeles vor 18.700 Menschen auf einem Drei-Spur-Tonband mitgeschnitten, verantwortlicher Toningenieur war Hugh Davies, Produzent war Voyle Gilmore. Folgende Lieder wurden aufgenommen:
1. Twist and Shout
2. You Can’t Do That
3. All My Loving
4. She Loves You
5. Things We Said Today
6. Roll Over Beethoven
7. Can’t Buy Me Love
8. If I Fell
9. I Want to Hold Your Hand
10. Boys
11. A Hard Day’s Night
12. Long Tall Sally

Obwohl die Beatles die Aufnahmen mochten, wurde von einer Veröffentlichung abgesehen, da George Martin die Tonqualität nicht für ausreichend erachtete; lediglich ein Ausschnitt von Twist and Shout wurde für das Dokumentationsalbum The Beatles’ Story  in den USA verwendet. Es wurden allerdings Tonbandkopien in Mono hergestellt, die in den 1970er Jahren für Bootlegs verwendet wurden.
Im folgenden Jahr wurden zwei weitere Konzerte der Beatles in der Hollywood Bowl, am 29. und 30. August 1965, mitgeschnitten, verantwortlicher Toningenieur war Pete Abbott, Produzent war erneut Voyle Gilmore.
Folgende Lieder wurden aufgenommen:
1. Twist and Shout
2. She’s a Woman
3. I Feel Fine
4. Dizzy Miss Lizzy
5. Ticket to Ride
6. Everybody’s Trying to Be My Baby
7. Can’t Buy Me Love
8. Baby’s in Black
9. I Wanna Be Your Man
10. A Hard Day’s Night
11. Help!
12. I’m Down

Auch diese Aufnahmen schienen qualitativ für eine Veröffentlichung nicht geeignet.
Im Jahr 1971 übertrug man Phil Spector die Aufgabe, ein Livealbum aus den Aufnahmen zu produzieren, was aber zu keinem Ergebnis führte.
Im Jahr 1976 wurde der Beatles-Produzent George Martin vom damaligen Präsidenten von Capitol Records, Bhaskar Menon, gebeten, die Aufnahmen für eine Veröffentlichung zu überarbeiten, da mittlerweile eine große Nachfrage nach einem Livealbum der Beatles entstanden war und das Album Live! at the Star-Club in Hamburg, Germany; 1962 von einer anderen Tonträgerfirma angekündigt wurde. Voyle Gilmore wurde gebeten, die Originalbänder bei Capitol Records aufzufinden, da er noch wusste, wo sie in den 1960er Jahren abgelegt wurden.
Martin hatte zunächst Schwierigkeiten, ein geeignetes Tonbandgerät zum Abspielen der Bänder zu organisieren. Das Gerät, das er und der Toningenieur Geoff Emerick benutzten, überhitzte sich schnell und musste mit einem umfunktionierten Staubsauger gekühlt werden. Letztlich überspielten sie die Drei-Spur-Tonbänder auf ein 24-Spur-Tonband und stellten 13 Lieder zusammen, wobei die Aufnahmen vom 29. August 1965 unberücksichtigt blieben. (Anderen Quellen zufolge handelte es sich um einen Irrtum, da Ticket To Ride, Dizzy Miss Lizzy und Help! vom 29. August 1965 stammen und nicht, wie angegeben, vom 30. August 1965) Zu den weiteren Problemen bei der Produktion des Livealbums schrieb Martin in den Liner Notes: „Das Gekreische aus 17.000 gesunden, jungen Lungen hätte sogar einen Jet übertönt.“
Die Nachproduktion für das Album fand im Januar 1977 in den AIR Studios in London statt. Das Mastering der Langspielplatte erfolgte von Wally Traugott und Geoff Emerick.
Die Lieder, die nicht vom 1964er Konzert für das Album verwendet wurden, sind: Twist and Shout, You Can’t Do That, Can’t Buy Me Love, If I Fell, I Want to Hold Your Hand und A Hard Day’s Night. Die Lieder, die nicht vom 1965er Konzert verwendet wurden, sind: I Feel Fine, Everybody’s Trying to Be My Baby, Baby’s in Black, I Wanna Be Your Man, und I’m Down.
Aus dem Album Anthology 2 wurde am 12. Dezember 1995 die Single Real Love / Baby’s in Black (Live) ausgekoppelt, wobei das Lied Baby’s in Black (Live) nicht auf dem Album enthalten ist und am 30. August 1965 während des Hollywood-Konzerts aufgenommen wurde.
The Beatles at the Hollywood Bowl erschien zwölf beziehungsweise dreizehn Jahre nach seiner Aufnahme als erstes und einziges offizielles Livealbum der Beatles am 4. Mai 1977 auf Schallplatte und Kompaktkassette und wurde in dieser Version nie legal als CD-Version veröffentlicht.
In Großbritannien wurde das Album mit einem Werbeetat von 200.000 britischen Pfund im Fernsehen beworben. Das Album The Beatles at the Hollywood Bowl stieg eine Woche nach der Veröffentlichung in die britischen Charts auf Platz eins ein. Es war das 12. Nummer-eins-Album der Beatles in Großbritannien und wurde dort mit Gold ausgezeichnet. In den USA erreichte das Album den zweiten Platz der US-amerikanischen Charts. Im August 1977 wurde das Album in den USA mit Platin für eine Million verkaufte Exemplare ausgezeichnet. In Deutschland erreichte das Album Platz zehn der Albumcharts.

### Wiederveröffentlichung
Am 9. September 2016 erschien eine Neuveröffentlichung des Albums zeitgleich mit der Veröffentlichung der Beatles-Dokumentation The Beatles: Eight Days a Week – The Touring Years unter dem abgewandelten Titel Live at the Hollywood Bowl. Giles Martin verwendete die Hollywood Bowl-Aufnahmen, da alle anderen Liveaufnahmen der Beatles lediglich in Mono existent sind, des Weiteren wurden Tonbänder entdeckt, die eine bessere Tonqualität aufwiesen.
Nach einer klangtechnischen Aufbereitung der originalen Drei-Spur-Bänder von James Clarke, bei der vor allem das extrem laute Kreischen des Publikums reduziert werden konnte, mischte Sam Okell diese neu ab. Die Arbeiten fanden in den Abbey Road Studios statt. Nach der Überarbeitung der Aufnahmen kamen Apple Records, Paul McCartney und Ringo Starr zum Entschluss, das Album aufgrund der deutlich verbesserten Tonqualität neu zu veröffentlichen.
Die ursprüngliche Trackliste wurde beibehalten, da sich im Jahr 1977 alle Beteiligten für diese entschieden hatten, darüber hinaus wurden vier zusätzliche Bonustracks hinzugefügt. Weiterhin wurde laut CD-Booklet bei der Zusammenstellung der Titelliste auch das Konzert vom 29. August 1965 berücksichtigt.
Neben der Veröffentlichung im CD-Format wurde das Album auch als Vinyl-Album und im Download-Format angeboten, weiterhin war es auch bei Streaming-Diensten verfügbar.
Giles Martin, Sohn des damaligen Produzenten George Martin, wurde als verantwortlicher Produzent aufgeführt. Das Mastering fand in den Abbey Road Studios durch Alex Wharton statt.

## Covergestaltung
Die Konzertfotos von der Erstveröffentlichung stammen von Ken Veeder. Die Eintrittskarten für das Albumcover und weitere Beatles-Erinnerungsstücke stellte Brian Murphy zur Verfügung.
Die Gestaltung des Cover der Wiederveröffentlichung stammt von der Firma Gravillis Inc und Darren Evans und ähnelt dem Cover der DVD/Blu-ray von Eight Days A Week – The Touring Years.

## Titelliste
Seite 1
| Nummer | Lied                 | Autor            | Leadgesang | Aufnahmedatum Veröffentlichung: 1977/2016 | Länge |
| ------ | -------------------- | ---------------- | ---------- | ----------------------------------------- | ----- |
| 01     | Twist and Shout      | Medley/Russell   | Lennon     | 30. August 1965                           | 1:32  |
| 02     | She’s a Woman        | Lennon/McCartney | McCartney  | 30. August 1965                           | 2:53  |
| 03     | Dizzy Miss Lizzy     | Williams         | Lennon     | 30. August 1965/29. und 30. August 1965   | 3:37  |
| 04     | Ticket to Ride       | Lennon/McCartney | Lennon     | 30. August 1965/29. August 1965           | 2:51  |
| 05     | Can’t Buy Me Love    | Lennon/McCartney | McCartney  | 30. August 1965                           | 2:16  |
| 06     | Things We Said Today | Lennon/McCartney | McCartney  | 23. August 1964                           | 2:20  |
| 07     | Roll Over Beethoven  | Chuck Berry      | Harrison   | 23. August 1964                           | 2:33  |

Seite 2
| Nummer | Lied               | Autor                                               | Leadgesang       | Aufnahmedatum Veröffentlichung: 1977/2016 | Länge |
| ------ | ------------------ | --------------------------------------------------- | ---------------- | ----------------------------------------- | ----- |
| 08     | Boys               | Luther Dixon/Wes Farrell                            | Starr            | 23. August 1964                           | 2:12  |
| 09     | A Hard Day’s Night | Lennon/McCartney                                    | Lennon/McCartney | 30. August 1965                           | 3:15  |
| 10     | Help!              | Lennon/McCartney                                    | Lennon           | 30. August 1965/29. August 1965           | 2:46  |
| 11     | All My Loving      | Lennon/McCartney                                    | McCartney        | 23. August 1964                           | 2:14  |
| 12     | She Loves You      | Lennon/McCartney                                    | Lennon/McCartney | 23. August 1964                           | 2:31  |
| 13     | Long Tall Sally    | Enotris Johnson, Robert Blackwell, Richard Penniman | McCartney        | 23. August 1964                           | 2:53  |

Bonustracks der Wiederveröffentlichung 2016
| Nummer | Lied                             | Autor            | Leadgesang       | Aufnahmedatum   | Länge |
| ------ | -------------------------------- | ---------------- | ---------------- | --------------- | ----- |
| 14     | You Can’t Do That                | Lennon/McCartney | Lennon           | 23. August 1964 | 2:34  |
| 15     | I Want to Hold Your Hand         | Lennon/McCartney | Lennon/McCartney | 23. August 1964 | 2:29  |
| 16     | Everybody’s Trying to Be My Baby | Carl Perkins     | Harrison         | 30. August 1965 | 2:21  |
| 17     | Baby’s in Black                  | Lennon/McCartney | Lennon/McCartney | 30. August 1965 | 2:44  |

## Chartplatzierungen des Albums
| Album     | Album                             | Datum der Veröffentlichung | Datum der Veröffentlichung | Datum der Veröffentlichung | Beste Charts-Platzierung | Beste Charts-Platzierung | Beste Charts-Platzierung | Label Katalognr.               | Label Katalognr.               | Label Katalognr.               |
| Typ       | Titel                             | GB                         | US                         | DE                         | GB                       | US                       | DE                       | GB                             | US                             | DE                             |
| --------- | --------------------------------- | -------------------------- | -------------------------- | -------------------------- | ------------------------ | ------------------------ | ------------------------ | ------------------------------ | ------------------------------ | ------------------------------ |
| Livealbum | The Beatles at the Hollywood Bowl | 6. Mai 1977                | 4. Mai 1977                | 20. Apr. 1977              | 1                        | 2                        | 10                       | Parlophone EMTV4               | Capitol SMAS11638              | Odeon 1C 172-06377             |
| Livealbum | Live at the Hollywood Bowl        | 9. Sep. 2016               | 9. Sep. 2016               | 9. Sep. 2016               | 3                        | 7                        | 15                       | Apple/Universal 00602557054972 | Apple/Universal 00602557054972 | Apple/Universal 00602557054972 |

## Auskopplungen
Aus dem Album wurde keine Single ausgekoppelt.

## Verkaufszahlen und Auszeichnungen
| Land/Region                  | Auszeichnungen für Musikverkäufe (Land/Region, Auszeichnung, Verkäufe) | Verkäufe  |
| ---------------------------- | ---------------------------------------------------------------------- | --------- |
| Frankreich (SNEP)            | Gold                                                                   | 100.000   |
| Kanada (MC)                  | Platin                                                                 | 100.000   |
| Vereinigte Staaten (RIAA)    | Platin                                                                 | 1.000.000 |
| Vereinigtes Königreich (BPI) | Gold                                                                   | 100.000   |
| Insgesamt                    | 2× Gold · 2× Platin ·                                                  | 1.300.000 |